# Samuel von Pufendorf
Samuel von Pufendorf, né le 8 janvier 1632 à Dorfchemnitz en  Saxe, mort le 13 octobre 1694 (à 62 ans) à Berlin, est un historien, juriste et philosophe allemand, représentant du droit naturel moderne ou protestant.
Pufendorf vit dans la période qui suit les traités de Westphalie. C'est-à-dire à un moment où le Saint-Empire romain germanique doit faire face à trois grands problèmes : à l'extérieur, il doit se garder de la France, des Pays-Bas et de l'Angleterre à l'Ouest, de l'Empire Ottoman à l'est ; à l'intérieur, il doit reconstruire les relations de pouvoir entre les États semi-autonomes de l'Empire (Autriche, Bavière, Palatinat du Rhin, Électorat de Saxe, Électorat de Brandebourg qui deviendra, juste après la mort de Pufendorf, la Prusse) et se garder de retomber dans une guerre confessionnelle. 
Un des objectifs de ses écrits est d'éviter précisément des conflits qu'il perçoit comme néfastes. À cette fin, il développe un type de Droit naturel, appelé protestant qui se distingue de la tradition métaphysique, néoscolastique  ou même platonicienne représentée par l'École de Salamanque ou dans le Saint-Empire romain germanique par Leibniz et Christian Wolff (philosophe).  S'il est connu comme juriste, il a aussi beaucoup écrit sur l'histoire, spécialement sur l'histoire de la Suède, du Saint-Empire romain germanique, sur les relations entre les États et les Églises. Il a également écrit sur la tolérance religieuse et sur le thème baconien de l'innovation en politique. C'est un homme dont l'œuvre écrite de façon claire et facilement abordable a eu une influence forte durant le XVIIIe siècle. Jean-Jacques Rousseau a été influencé par les traductions annotées de Jean Barbeyrac, tandis qu'on lui prête d'avoir été  l’un des inspirateurs des principes de la Constitution américaine de 1787.  Toutefois directement ou indirectement les chercheurs des siècles suivants le tiennent aussi  pour responsable des ambiguïtés de la notion de droit naturel

## Biographie

### Les premières années

Carte de la guerre de Trente Ans.

Samuel Pufendorf, fils d'un pasteur luthérien, naît le 8 janvier 1632 à Dorfchemnitz en Saxe (Land). En 1630, le prince électeur luthérien de la région, Jean-Georges Ier de Saxe entre dans la guerre de Trente Ans en s'alliant  à Gustave II Adolphe de Suède dans une ligue contre les Habsbourg. En 1632, à la mort de Gustave II Adolphe, il rejoint les impériaux ce qui expose ses territoires aux exactions des soldats des deux camps une chose qui va beaucoup marquer le jeune Pufendorf. En effet de ses onze  frères et sœurs, seuls sept survivent dont son frère Esaias (1628-1687), son confident et bienfaiteur, qui deviendra un des meilleurs diplomates d'Europe. 
Samuel a été éduqué à la maison jusqu'à l'âge de treize ans. À compter de 1645,  il étudie à Grimma, près de Leipzig la grammaire, la logique, la rhétorique, la Bible, la théologie luthérienne ainsi que le grec et le latin classique. En 1650, il entre à l'université de Leipzig, un centre universitaire très marqué par l'orthodoxie luthérienne et très axé sur le scholastisme métaphysique ainsi que sur la pensée d'Aristote. Là, il étudie la philosophie, la jurisprudence et les mathématiques. En 1657, il passe un an à l'université de Iéna, où il rencontre le mathématicien et polymathe Erhard Weigel (1625-1699) qui lui fait connaître les œuvres de Galilée, Grotius, Descartes et Hobbes, des auteurs qui marqueront profondément son œuvre.  Weigel également semble aussi avoir influencé Pufendorf, dans sa distinction entre entités physiques et morales, ainsi qu’ainsi que dans son idéal méthodologique d'un système de philosophie morale  aussi rigoureux que les mathématiques. Après avoir passé son  Magister à Iéna, il retourne à Leipzig en 1658.

### La maturité
Son frère entré au service  de la Suède lui conseille de faire de même, eu égard aux faibles débouchés qu'offre la Saxe. Suivant ce conseil, Il devient en avril 1658 précepteur dans la famille de l'envoyé suédois à Copenhague : Pierre Julius Coyet. La Suède ayant attaqué le Danemark, la délégation suédoise est emprisonnée huit mois. C'est durant cette période qu'il écrit sa première œuvre majeure Deux livres sur les éléments de la jurisprudence universelle (1660) qu'il dédicace à Charles Ier Louis du Palatinat.  Au printemps 1660, il devient enseignant à l'université de Leyde où il se lie avec Peter de Groof, le fils de Hugo De Groof, le représentant aux Pays -Bas de l'électeur Palatin.  Pufendorff devient professeur de philologie et de lois des nations à université de  Heidelberg qui se situe dans le Palatinat  .Il y donne des conférences sur Grotius et Tacite.  Il publie en 1667 sous le pseudonyme de Monzambano  son fameux De statu imperii Germanici (L'état présent de l'empire d'Allemagne), critique acerbe de la structure du Saint-Empire, prélude à son exil suédois. Il était en effet proche des nombreux suédois qui suivaient ses cours, parmi lesquels figurait le fils du chancelier de Suède Axel Oxenstierna. 

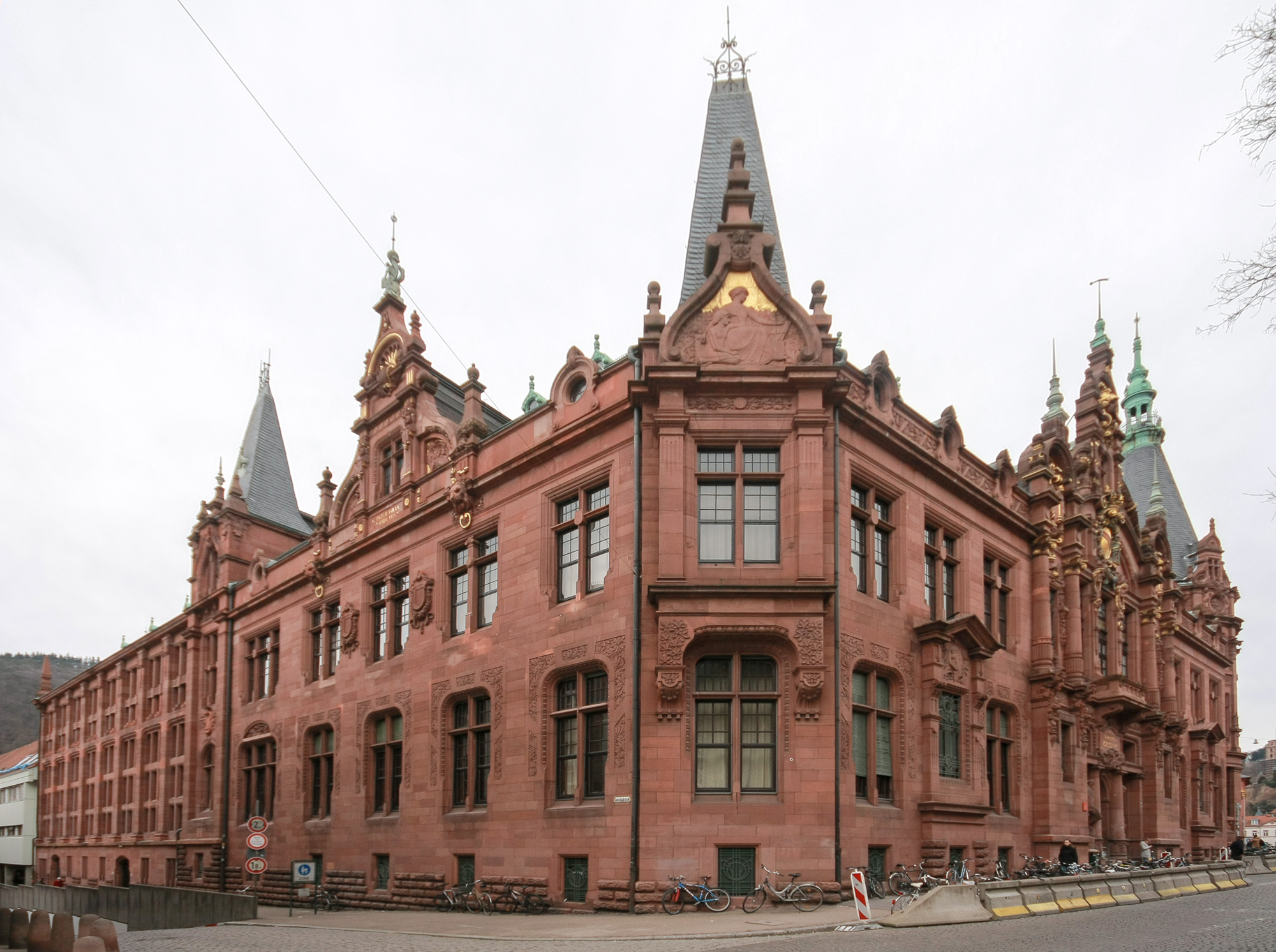
Bibliothèque de l'université d'Heidelberg.

Grâce au soutien de son frère, il est nommé en 1668 professeur de loi de la nature et des nations ainsi que d'éthique et de politique à  l'université de Lund nouvellement crée en Scanie, une province danoise que vient d'acquérir la Suède. Là il publie en 1672 son ouvrage le plus célèbre Du droit de la nature et des gens (De jure naturæ et gentium (DJN)) . Dans cette université, il entre en conflit avec le juriste Niklaus Beckmann et le théologien Josua Schwartz, qui reçoivent le soutien de l'évêque luthérien du lieu. Ils font paraître en 1673, un ouvrage qui recense trente et une erreurs qu'aurait commises Pufendorf. Cette attaque conduit à l'interdiction de l'ouvrage de Pufendorf en Saxe et à une réponse de Pufendorf connue sous le titre de Schwedische Händel (Eris Scandica). Si Pufendorf s'y révèle un bon polémiste, la controverse lui permet aussi de clarifier certains points et marque le début en Allemagne de durs débats entre les tenants de la jurisprudence naturelle séculière et les théologiens luthériens
En 1673, il publie De officio hominis et civis prout ipsi praescribuntur lege naturali (les Deux Livres sur le Devoir de l'Homme et du Citoyen selon la Loi Naturelle), une courte synthèse reposant sur le DJN qui a assuré à son auteur une place dans les programmes universitaires durant un siècle. En 1675, il fait paraître un ouvrage qui reprend les conférences qu'il a tenues à Heidelberg et à Lund intitulé disserationes academicae selectiores

### Les dernières années
À la suite de l'invasion de la Scanie par le Danemark, l'université de Lund restera fermée de nombreuses années même si les Suédois ont rétabli rapidement leur position. En 1677, Pufendorf arrive à Stockholm où il devient historiographe royal et plus tard (1682) conseiller privé de la reine douanière Edwige-Éléonore de Holstein-Gottorp. Durant cette époque, il écrit une Dissertation sur les alliances entre la Suède et la France (De occasionibus foederum inter Sueciam et Galliam) et commence un travail de recherche dans les archives pour écrire une histoire de la Suède. Durant un voyage à Berlin au début des années 1680 pour trouver des archives en vue d'écrire un livre de commentaires sur les affaires suédoises sur la période allant de l'expédition du roi Gustave-Adophe en Allemagne à l'abdication de la reine Christine. À cette occasion, Pufendorf se rapproche du grand Electeur Frédéric-Guillaume Ier de Brandebourg. Plusieurs raisons motivent son attitude. Tout d'abord, le Brandebourg remplace alors de plus en plus la Suède comme défenseur du protestantisme, ensuite, la monarchie suédoise tend de plus en plus vers l'absolutisme. Enfin, en 1687, son frère dont l'orientation pro-française n'est plus prisée doit quitter la Suède où il est condamné à mort par contumace. En 1687, Pufendorf écrit le de habitu religionis christianae ad vitam civilem où il condamne les dragonnades du règne de Louis XIV. Au début de 1688, il s'installe à Berlin où il devient  un conseiller privé de Frédéric Ier de Prusse alors seulement Frédéric III de Brandebourg.  En 1694, il revient à Stockholm pour la publication de son livre sur Charles Gustave. Victime d'une attaque, il doit retourner à Berlin où il meurt  en octobre 1694. Il est enterré  à l'Église Saint-Nicolas de Berlin. Le sernom des funérailles a été prononcé par Philipp Jakob Spener (1635-1705) un des fondateurs du piétisme allemand

## Droit naturel et philosophie morale

### Pufendorf et la tradition protestante du droit naturel

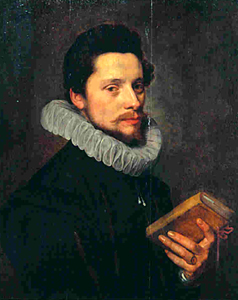
Grotius à l'âge de 23 ans, Michiel Jansz van Mierevelt, 1608.

Pufendorf considère Hugo Grotius comme le fondateur de la noble discipline du droit naturel. Il estime que le fondement de la nouvelle approche du droit naturel est constitué par les Prolégomènes 5-8 du Droit de la Guerre et de la Paix. Pufendorf comme Grotius, ne cherche pas à s'appuyer sur les textes bibliques ou la théologie  et rejette l'essentialisme. Son but est plutôt de résoudre des problèmes concrets. Il convient ici de rappeler que Pufendorf appartient à la culture luthérienne du nord de l'Allemagne, la Saxe et qu'il a passé pratiquement l'essentiel de sa carrière universitaire à combattre un courant luthérien plus platonisant et scolastique ayant une vision plus théocratique, plus inspirée par la théologie  qui s'opposait à la vision plus séculière de Pufendorf de l'État  et de ses institutions dérivés telle la justice ou les universités. Pour Seidler, le rejet du rationalisme scolastique et de l'universalisme, son intérêt pour le particulier, le singulier, le dissident qui marque le droit naturel de Pufendorf est  de caractère anti-impérial, protestant, et individualiste.
Le volontarisme chez Pufendorf se manifeste de deux façons. Si d'un côté, un Dieu suprême exerce sa volonté divine, d'un autre côté, le volontarisme est aussi humain. Les hommes ont également un pouvoir individuel et collectif sur leurs propres actions et sur les institutions qui les régulent. De sorte que chez eux, Dieu n'envahit pas tout l'espace comme c'est le cas quand la théologie ou la métaphysique domine

### La notion d'entités morales
Pour Pufendorf, si Dieu fournit le cadre général, les hommes créent un certain nombre d'entités morales pour réguler leur vie. Il note « il semble que les entités morales peuvent être plus opportunément définies comme des méthodes surajoutées par des êtres intelligents aux choses et aux mouvements physiques dans le but spécifique de diriger et de réguler les actions libres et volontaires des hommes et pour donner à la vie humaine un certain ordre et une certaine grâce (DJN, I; I, 3). »
Pufendorf distingue quatre types d'unités morales :.
1. les états ou conditions (status)
2. Les entités conçues de façon analogue aux substances qu'il nomme personnes morales qui peuvent être publiques comme l'administration ou l'église; ou privées[15];
3. Les qualités morales comme les titres. Les qualités morales peuvent être actives ou passives comme l'autorité, le droit ou les obligations[14].
4. Les qualités morales quantitatives.

### Nécessité morale

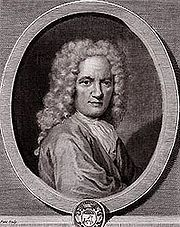
Jean Barbeyrac, le grand traducteur de Pufendorf.

Pufendorf, considère que la loi est différente de la norme morale et du droit. En effet, la loi comporte une obligation « introduite dans l'esprit d'un homme par un supérieur qui possède non seulement la force de menacer de quelques maux ceux qui résistent mais est également dotées de raisons légitimes qui lui permettent d'exiger que notre liberté soit restreinte... (DJN I,6,9) ». Sur ce point, il y a eu une controverse entre Leibniz et Jean Barbeyrac.
Par contre, chez Pufendorf, plus encore que chez Hugo Grotius, le naturel n'est pas lié au bien moral. Si les entités morales qui ont pour fonction de conduire au bien moral sont soumises à évolution, c'est que  le bien moral n'est connu qu'à travers l'expérience, le savoir et la connaissance du passé, il n'est pas déterminé une fois pour toutes.

### Loi naturelle et histoire
Les travaux de Pufendorf sur le droit, l'histoire, la religion et les relations internationales ne sont pas complètement déconnectés mais en quelque sorte font partie d'un tout comme cela apparaît clairement dans son histoire sur le Saint-Empire romain germanique de 1667. Dans ce livre, l'histoire est utilisée pour examiner l'effet du conflit entre les autorités civiles et religieuses mais aussi les conséquences des approches divergentes de  la souveraineté et des institutions des États. Pour Carr, il y aurait quelque chose d'hégélien chez Pufendorf en ce sens qu'il croit percevoir chez ce juriste allemand, l'idée ou la croyance dans un approfondissement de la sociabilité humaine à travers les lois naturelles et les entités morales

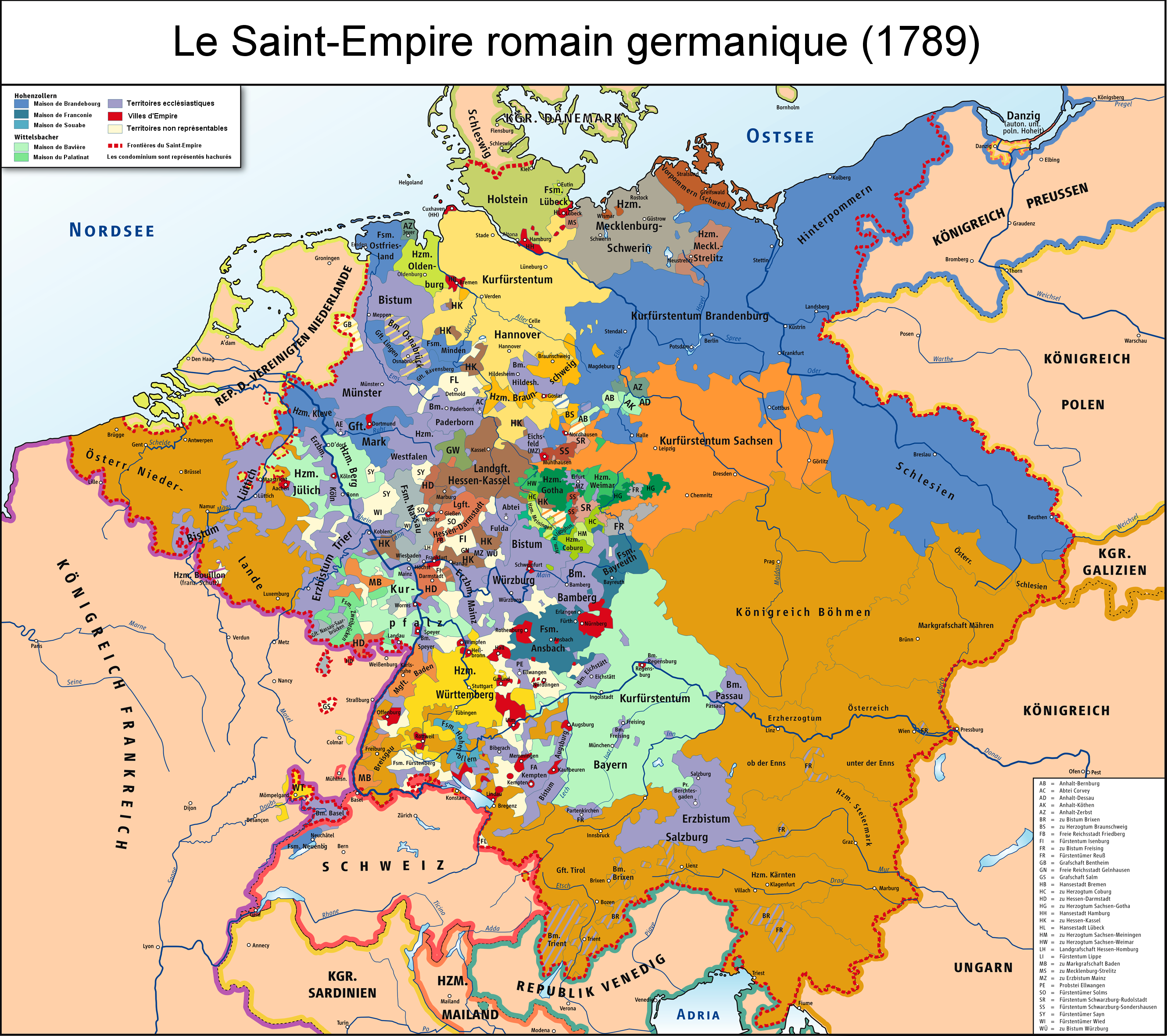
Le Saint-Empire à la veille de la Révolution française.

## Philosophie politique

### La société précivile et l'état de nature
Selon Pufendorf, les ouvrages politiques qui ne traitent pas de l'état de nature sont fautifs. Il est certain qu'il ne tombe pas dans ce biais puisqu'il traite cette question dans cinq de ses livres : Elementorum jurisprudentiel universalis (EJU), De jure naturae et gentium(DJN) (Du droit de la nature et des gens), ''De officio hominis (DO), Dissertationes et Eris Scandica.
Puisque les êtres humains sont soumis à la loi de Dieu, l'état de nature se caractérise, selon lui, par l'absence d'autorités  issues du monde d'ici-bas.  Le problème est que pour lui les êtres humains sont faibles, ambitieux, envieux, superstitieux, vains, vindicatifs, parfois pervers etc. et le restent. Pour qu'ils puissent survivre, il faut qu'ils s'unissent, c'est la raison pour laquelle depuis les temps les plus reculés les hommes ont créé des sociétés et des mécanismes de coordination tel que le langage, la famille, la propriété les contrats, etc. Mais ces mécanismes de coordination créent à leur tour d'autres problèmes à un autre niveau. En effet, si les humains sont pour Pufendorf, sociables  et dotés d'un amour de soi qui favorise leur préservation, le fait qu'ils soient dotés d'une plus grande liberté que les bêtes implique aussi qu'ils ont besoin d'être plus contenus car ils ont plus d'occasions de violer l'intention divine d'un monde porteur d'un certain ordre et d'une certaine beauté. Ils ont donc besoin d'autorité civiles adaptées

« Plus l'homme est doté par son créateur de dons splendides et plus ses capacités intellectuelles sont nombreuses, plus il est honteux de les laisser s'atrophier pour ne pas les avoir cultivés ou pour les avoir dilapidés en vain, comme cela, sans ordre et bienséance...A la place, IL comptait sans doute, que l'homme utiliserait les facultés qu'il lui avaient données de telle sorte qu'il magnifie la gloire de son Créateur et amplifie son propre bonheur ..(.DJN, II, I5) »

### La société civile, la souveraineté et l'État

Samuel von Pufendorf : Introduction à l'histoire générale et politique de l'univers.

Carr, note que « comme à la fois Grotius et Hobbes, ses plus illustres prédécesseurs, il concevait l'État comme le premier moyen pour instaurer l'ordre et la stabilité dans la vie sociale », par ailleurs, comme eux, il pensait « que la prospérité et le développement économique ne pourrait progresser qu'en présence d'un système d'États capables de maintenir l'ordre interne ainsi que la tranquillité et la paix internationale. ».  Pufendorf qui refuse néanmoins le cynisme et l’individualisme de Hobbes ambitionne d'après Carr de bâtir une « théorie politique scientifique- et dès lors objective - en se basant sur la sociabilité ». Mais Pufendorf, dès l'origine perçoit  la nature ambivalente de la souveraineté qui est consubstantielle à l'État, qui en est, comme chez Jean Bodin et Hobbes, « l'âme vivifiante et nourrissante »:

« Il est ici évident.. qu'aucune forme de communauté (commonwealth) ne peut être précisément confectionnée avec des lois dont aucun désavantage ne peut, du fait de l'inattention ou de la faiblesse du législateur, retomber sur le citoyen pour le bien-être duquel le gouvernement a été établi. La raison en est que cette souveraineté suprême a été établie dans le but de repousser les maux dont les mortels se menacent les uns les autres. Mais cette souveraineté a été conférée à des hommes, qui ne sont sûrement pas immunisés des vices qui poussent les hommes à s'importuner les uns les autres (DJN, VII, 5, 22) »

Comme cette citation le laisse entendre, Pufendorf estime que si la souveraineté doit être une, c'est-à-dire non divisée entre plusieurs pouvoirs comme c'était le cas pour le Saint-Empire romain germanique, elle doit, malgré tout, être limitée. Pour lui, La société civile ou l'État exige la formation de deux contrats : un premier contrat d'association et un deuxième contrat qui définit la forme de gouvernement. C'est à ce stade que les contractants unissent leur volonté à une nouvelle personne morale, l'État qui peut leur imposer sa discipline et les gouverner. Pour Pufendorf, l'État ou le Souverain ont le droit et l'obligation de contrôler les religions. Il écrit :« Enfin, la même autorité aura aussi à charge de procéder à des examens critiques des doctrines, spécialement celles qui touchent à la finalité des États, et qui ont un impact sur la conscience des hommes soit en promouvant soit en entravant  leur obéissance à la souveraineté suprême (DJN, VII, 5, 12) »

## Ouvrages politiques

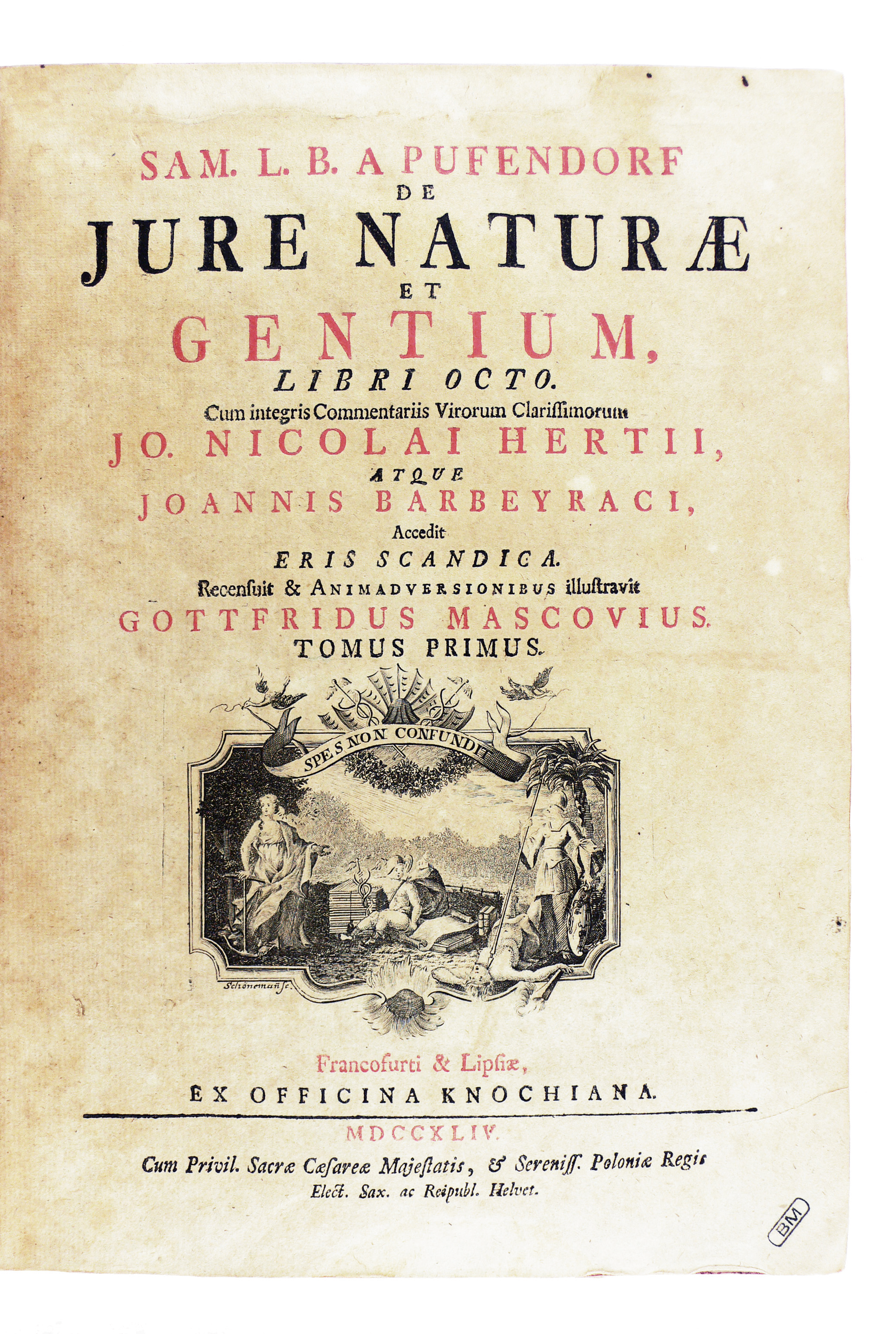
De jure naturae et gentium, 1744.

Les deux principaux ouvrages de Pufendorf sur le sujet sont dans l'ordre : Elementorum jurisprudentiel universalis (EJU) ( Deux livres sur les éléments de la jurisprudence universelle) (EJU) (1660) et le  De jure naturae et gentium (DJN) (Du droit de la nature et des gens) (1672). 

### Deux livres sur les éléments de la jurisprudence universelle (EJU), (1660)
L'ouvrage Deux livres sur les éléments de la jurisprudence universelle (EJU), est court et de facture très rationaliste. Pufendorf suivant l'enseignement de Weigel emploie une approche quasi-mathématique qui a pour ambition de se substituer à l'approche probabiliste d'Aristote. Pufendorf commence par énoncer une série de vingt et une définitions (livre I) dont découlent au livre II, deux axiomes servant de base à la moralité. De là  découlent cinq observations  qui servent à  établir un ensemble de conclusions concernant la nature de la moralité et la vie politique
| Référence                 | Texte |
| ------------------------- | --- |
| Livre I, Définition 7.    | L'autorité est un pouvoir moral actif par lequel une personne peut accomplir légitimement une action volontaire dotée d'un effet moral                                                   |
| Livre I, Définition 8.    | Un droit est un pouvoir moral actif appartenant à une personne, lui permettant d'obtenir quelque chose de quelqu'un nécessairement                                                       |
| Livre I, Définition11.    | Les principes de l'action humaine sont les choses desquelles les actions humaines découlent, dont elles dépendent et grâce auxquelles elles sont menées à bien                           |
| Livre II, Axiome1.        | Une action quelconque qui peut être dirigée par une norme morale et dont la réalisation ou la non réalisation est sous le contrôle d'une personne, peut lui être imputée                 |
| Livre II, Axiome2.        | Quelqu'un peut effectivement... enjoindre à quelqu'un d'autre qui lui est sujet, les choses que son autorité sur les autres permet                                                       |
| Livre II, Observation 1.  | L'homme peut juger correctement les choses qu'il appréhende grâce à sa compréhension (understanding)                                                                                     |
| Livre II, Observation 2.  | Un principe interne permet de déterminer l'homme d'entreprendre ou d'omettre de réaliser une certaine action                                                                             |
| Livre II, Observation 3.  | L'homme a été destiné par la nature à vivre une vie sociale avec les hommes |
| Livre II, Observations 4. | La droite raison dicte que l'homme doit prendre soin de lui afin que la société ne soit pas troublée                                                                                     |
| Livre II Observations 5'. | La loi de la nature seule ne suffit pas à préserver directement la vie sociale des hommes, il est aussi nécessaire que des souverainetés soient établies dans des sociétés particulières |

### De jure naturae et gentium(DJN) (Du droit de la nature et des gens).
L'EJU visait à établir solidement les premiers principes de la loi naturelle. Mais Pufendorf s'aperçoit vite  qu'en fait, il ne convainc que ceux qui sont déjà persuadés de la supériorité de la méthode rationnelle, pas ceux qui sont sensibles à des méthodes plus théologiques, plus historiques et plus traditionnelles. Cela l'amène à envisager un nouveau livre basé sur une approche méthologique qui « demeurerait fidèle à l'idée de raison et qui de plus posséderait la rigueur systématique requise pour réaliser la synthèse à laquelle il aspire entre d'une part son rationalisme et l'orthodoxie religieuse et d'autre part entre son rationalisme et la tradition aristotélicienne ». Pour cela dans son livre DJN, il rassemble des textes classiques et contemporains  pour renforcer et illustrer la nécessité de la droite raison. À l'occasion, il utilise la droite raison pour exposer les erreurs et confusions de ces  écrits. Carr estime que « la DJN contient à la fois une défense de la version de Pufendorf de la loi naturelle moderne- une théorie qui développe le point de vue que la loi naturelle est imposée par Dieu sur les êtres humains et n'est pas construite en eux sous la forme de dispositions intrinsèques- et une discussion élaborée de la logique du développement humain depuis une condition naturelle, non civile, jusqu'à l'émergence de l'État moderne »

## Influence

Gottfried Wilhelm Leibniz, un adversaire de Pufendorf.

Le De Officio de Pufendorf a été publié en Grande-Bretagne en 1718 dans une édition qui a fait date établie par Guershom Carmichael (1672-1729). Le successeur de cet universitaire à l'université de Glasgow  Francis Hutcheson (philosophe) (1694-1746), un homme qui a influencé Adam Smith, a consacré son discours inaugural intitulé On the Natural Sociabilité of Men à Pufendorf. D'une façon générale les hommes des  Lumières écossaises (John Millar, Thomas Reid, Adam Smith) l'ont lu.  Sa réception au Royaume-Uni a été favorisée par le fait qu'il cite assez abondamment Richard Cumberland (philosophe) dans l'édition de 1684 de la DJN. 
John Locke, Jean-Jacques Rousseau, et  Denis Diderot  ont recommandé en leur temps d'inclure Pufendorf dans les cours donnés aux juristes. Pufendorf a grandement marqué Blackstone et Montesquieu et par ce biais certains des rédacteurs (Alexander Hamilton, James Madison, et  Thomas Jefferson) de la constitution américaine. Certains des concepts politiques de Pufendorf  sont considérés comme des parts du socle culturel de la Révolution américaine. Notons cependant qu'en France, il a été critiqué par Rousseau qui le considérait comme un « ami du despotisme », l'accusant d'ébranler la liberté humaine. Malgré tout, de nombreux chercheurs estiment que le Citoyen de Genève lui emprunte une partie de ses conceptions politiques. 
En Allemagne sa théorie du droit naturel a été enseignée jusqu'à la fin du XVIIIe siècle faisant contrepoids  à la tradition métaphysique de la loi naturelle de Leibniz et de Christian Wolff (philosophe). Leibniz qui ne l'aimait pas disait de lui qu'il était « "Vir parum jurisconsultus, minime philosophus" (un peu juriste et très peu philosophe) ».
Au XIXe siècle, il connaît une éclipse liée notamment de la très forte influence du kantisme. La renaissance du thomisme dans le monde catholique à la fin du XIXe siècle et la transformation des droits naturels en droits de l'homme au début du XXe siècle a contribué d'abord à le faire complètement oublier puis, à partir du milieu du XXe siècle, à le faire redécouvrir quand s'est développée une loi naturelle séculière avec John Finnis, une forme de naturalisme ou de neo-aristotéliannisme avec Amartya Sen et Martha Nussbaum et un nouveau type de loi naturelle protestante avec Grabhill , VanDrunen et  John Witte Jr (en). Pour Seidler, ces approches qui se mêlent à la métaphysique kantienne de John Rawls ou de Jurgen Habermas « fournissent des fondations ontologiques, procédurales ou constructivistes aux discours sur les droits de l'homme et de sa dignité, et servent de support aux organisations internationales et aux mécanismes de maintien de l'ordre international ». Toutefois, selon Seidler, ces approches s'accorderaient mal avec la pensée de Pufendorf qui, selon lui, serait plus en empathie avec le néo-hobbésianisme de Carl Schmitt, l'agonisme de Chantal Mouffe ou de ]James Tully (en), ou encore le réalisme de Raymond Geuss ou le réalisme pragmatique de Philip Kitcher

## Œuvres principales

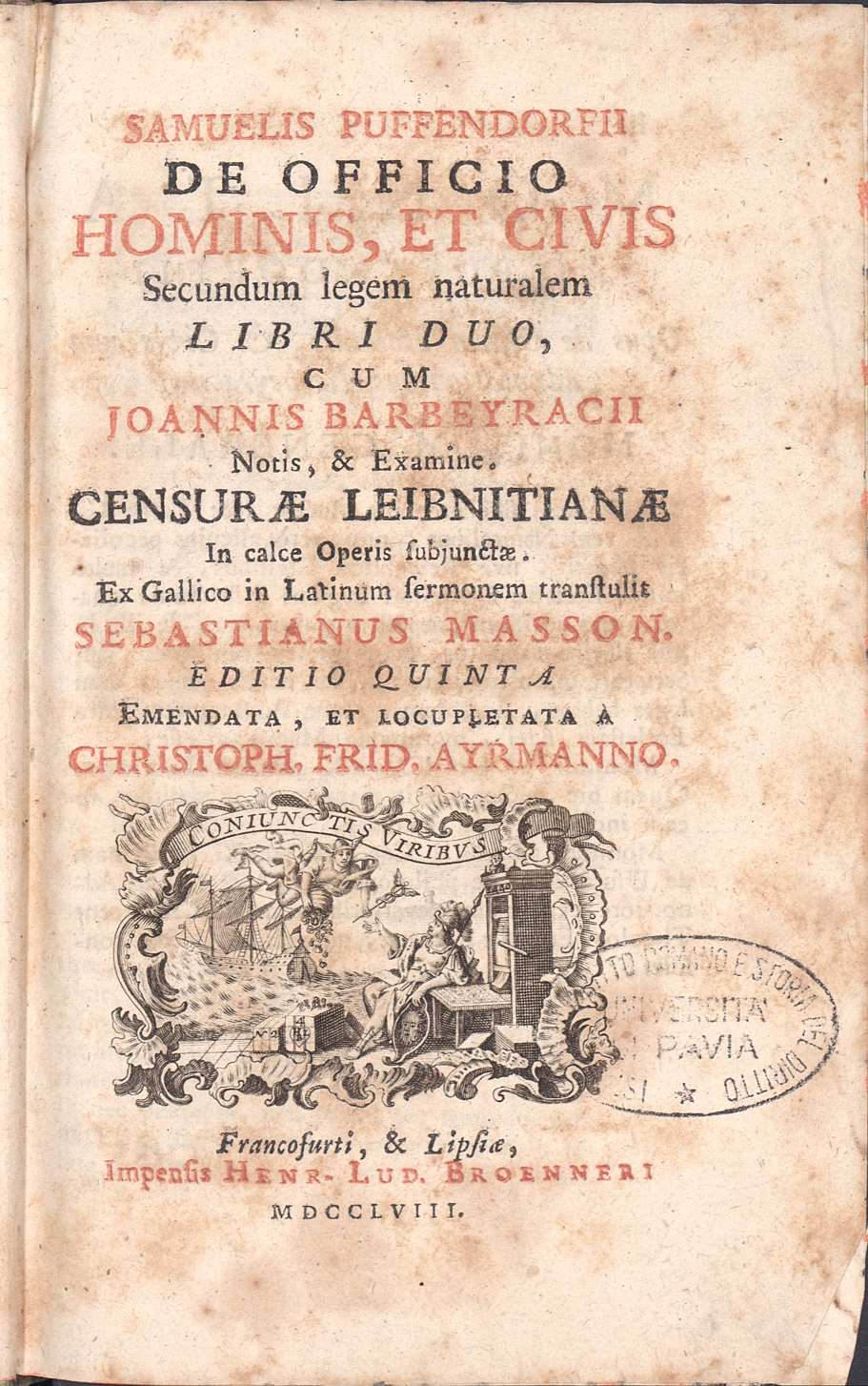
De officio hominis et civis juxta legem naturalem, 1758.

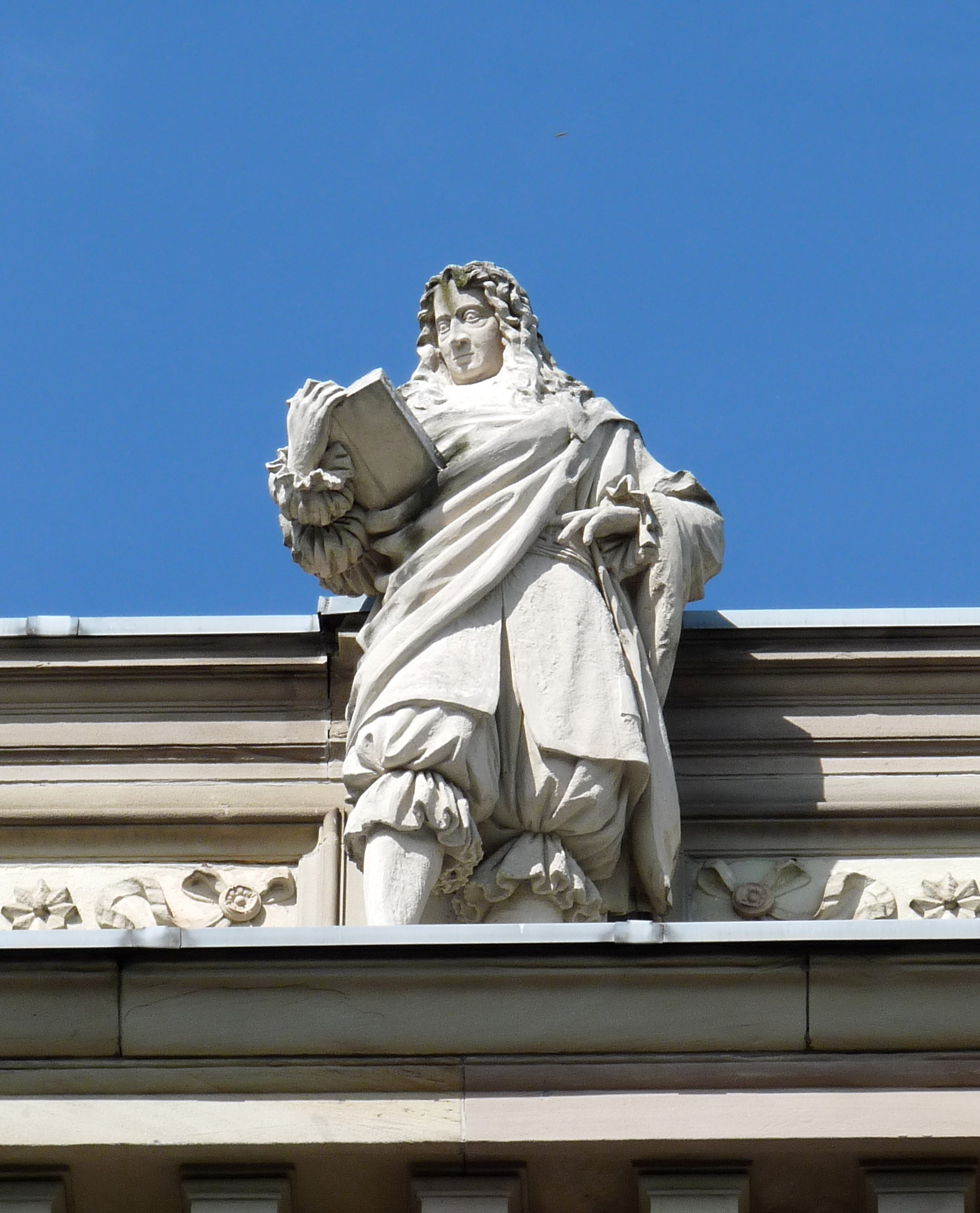
Statue de Pufendorf du palais universitaire de Strasbourg.

- Elementorum jurisprudentiae universalis libri duo (EJU) (Deux livres sur les éléments de la jurisprudence universelle)', 1660
- De statu imperii germanici (sous le pseudonyme de Monzambano), 1667, traduit en français par d'Alquié (1669) et Bourgeois du Chastenet (1675) sous le titre L'état présent de l'empire d'Allemagne,
- De jure naturae et gentium (Du droit de la nature et des gens). 1672. (extraits, édition française)
- De officio hominis et civis prout ipsi praescribuntur lege naturali (les Deux Livres sur le Devoir de l'Homme et du Citoyen selon la Loi Naturelle), 1673 (édition française : Vol. 1, Vol. 2), traduits par Jean Barbeyrac
- Dissertationes accademiche selectiores (1675)
- Eris Scandica 1686 (Scandinavian Polemics)
- Einleitung zu der Historie der vornehmsten Reiche und Staaten so witziger Zeit in Europa sich befinden publié entre 1682 et 1686 (Introduction to the History of the Principal Empires and States Prsently Existing in Europe)
- De habitus religionis christianae ad vitam civilem (Du pouvoir de la religion chrétienne dans la relation à la vie d'un citoyen), 1687,
- The History of Popedom 1691.
- Loi de diplomatie, ou accord et désaccord des protestants, 1695. (édition française)

Traductions de Jean Barbeyrac
- Samuel von Pufendorf : Du Droit de la nature et des gens, ou Système général des principes les plus importants de la morale, de la jurisprudence et de la politique (2 volumes, 1706) Texte en ligne 1 2
- Samuel von Pufendorf : Les Devoirs de l'homme et du citoien, tels qu'ils lui sont prescrits par la loi naturelle (1707). Réédition : Presses universitaires de Caen, Caen, 2002. Texte en ligne 1 2

Traductions de Claude Rouxel
- Introduction à l'histoire des principaux États, tels qu'ils sont aujourd'hui dans l'Europe, 2 tomes, 1685

## Sources de l'article
- (en) Michael Seidler, « Pudendorf's Moral and Political Philosophy », dans Stanford Encyclopedia of Philosophy, 2015 (lire en ligne).
- (en) Craig L. Carr, « Editor's  Introduction », dans The Political Writings of Samuel Pufendorf, Oxford, Oxford University Press, 1994.
- (en) Craig L. Carr (éditeur) (trad. Michael J. Seidler), The Political Writings of Samuel Pufendorf, Oxford University Press, 1994, 285 p..
- (en) Clifton E. Olmstead, History of Religion in the United States, Englewood Cliffs, Prentice-Hall, 1960
- (en) Dasca Marcelo, The Practice of Reason : Leibniz and his Controversies, Benjamins Publishing Company, 2010